# Jean de Codt
Jean-Louis ridder de Codt (Elsene, 21 december 1955) is een Belgisch magistraat. Van 2014 tot 2019 was hij eerste voorzitter van het Hof van Cassatie.

## Levensloop
Jean de Codt is een telg uit de familie de Codt. Hij liep school aan het Institut Saint-Boniface Parnasse in Elsene en studeerde rechten aan de Université catholique de Louvain en criminologie aan de Vrije Universiteit Brussel. Zijn carrière begon in 1983. 
Hij was achtereenvolgens stagiair bij het parket van de rechtbank van eerste aanleg van Doornik, substituut-procureur des Konings bij de rechtbank van eerste aanleg in Brussel en substituut-procureur-generaal bij het hof van beroep in Brussel. In 1997 werd hij raadsheer in het Hof van Cassatie. Van 2014 tot 2019 was hij eerste voorzitter van het Hof.
De Codt bleef na 2019 verder raadsheer in het Hof van Cassatie. Hij was ook vicevoorzitter van het netwerk van voorzitters van opperste gerechtshoven, rechter bij het Europees Hof van Mensenrechten en rechter bij het Benelux-Gerechtshof, waarvan hij tevens tweede vicevoorzitter was.

## Privé
De Codt is een zoon van Henri ridder de Codt (1922-2010) en Thérèse de Pierpont Surmont de Volsberghe (1928-2010).